# سارة الكسندر
سارة الكسندر (بالإنجليزية: Sarah Alexander) (و. 1971 – م) هي ممثلة، من المملكة المتحدة، ولدت في لندن.

## وصلات خارجية
- سارة الكسندر على موقع IMDb (الإنجليزية)
- سارة الكسندر على موقع روتن توميتوز (الإنجليزية)
- سارة الكسندر على موقع ألو سيني (الفرنسية)
- سارة الكسندر على موقع أول موفي (الإنجليزية)
- سارة الكسندر على موقع قاعدة بيانات الأفلام السويدية (السويدية)
- سارة الكسندر على موقع قاعدة بيانات الفيلم (الإنجليزية)
- سارة الكسندر على موقع كينوبويسك (الروسية)